# I Only Wanna Be with You
«I Only Want to Be with You» es una canción escrita por Mike Hawker e Ivor Raymonde. Es el primer sencillo del álbum Stay Awhile/I Only Want to Be with You lanzado en solitario por la cantante británica Dusty Springfield bajo la dirección de su productor Johnny Franz, alcanzando el número 4 en la lista de sencillos del Reino Unido en enero de 1964.
"I Only Want to Be with You" ha sido grabada por una amplia gama de artistas, y tres remakes de la canción fueron éxitos en las listas del Reino Unido. Los dos primeros de The Bay City Rollers (1976) y The Tourists (1979) igualaron el pico número 4 del original de Dusty Springfield, mientras que el remake de 1989 de Samantha Fox alcanzó el número 16.  
En los Estados Unidos. la canción ha sido un éxito Top 40 en la lista Billboard Hot 100 tres veces, tanto el original de Dusty Springfield como el remake de The Bay City Rollers alcanzando el número 12, mientras que el remake de Samantha Fox alcanzó el número 31. 
La versión de Springfield fue relanzada en 1987, coincidiendo con su uso en un comercial de refrescos, como un sencillo de 7" y 12", alcanzando el número 83 en el Reino Unido.
De esta canción se han realizado más de un centenar de versiones, en diferentes idiomas (inglés, francés, español, portugués, japonés, etc).

## Posicionamiento en listas
| Lista (1964)                       | Máxima posición |
| ---------------------------------- | --------------- |
| Australia (ARIA Charts)            | 6               |
| Canadá (Canadian Singles Chart)    | 21              |
| Estados Unidos (Billboard Hot 100) | 12              |
| Estados Unidos (Cash Box Top 100)  | 14              |
| Irlanda (IRMA)                     | 7               |
| Nueva Zelanda (NZ Charts)          | 7               |
| Reino Unido (UK Singles Chart)     | 4               |